# Dzikacz leśny
Dzikacz leśny, świnia leśna (Hylochoerus meinertzhageni) – gatunek ssaka, kopytnego z rodziny świniowatych, jedyny przedstawiciel rodzaju dzikacz. Jeden z największych przedstawicieli swej rodziny obok niektórych podgatunków dzika. Zamieszkuje Afrykę, preferuje granice lasów. Żyje w grupach liczących od 1 do 4 samców, do 9 samic i młode z do trzech ostatnich miotów, niekiedy tworzy większe zgromadzenia. Jest wszystkożercą, dietę opiera na pokarmie roślinnym, lecz nie gardzi też mięsem, w tym padliną. Szybko się rozmnaża, wobec czego nie zagraża mu wyginięcie, choć lokalnie został wytępiony.

## Budowa

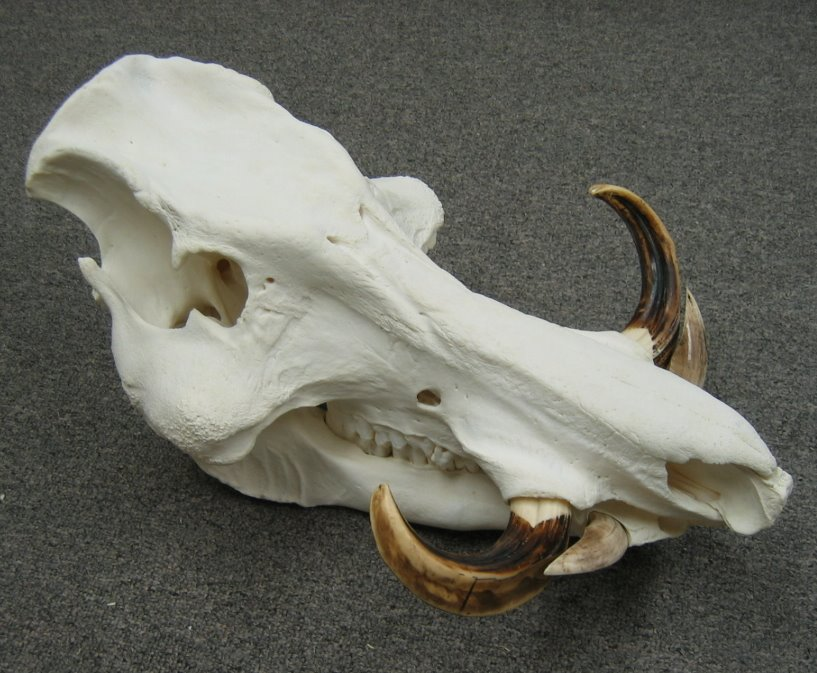
Czaszka dzikacza leśnego

Dzikacz leśny należy do największych świniowatych. Głowa i tułów mierzą od 130 do 210 cm, czemu towarzyszy od 25 do 45 cm ogona. Wysokość w kłębie wynosi od 75 do 110 cm. Starsze źródła podają ponad 230 cm długości i ponad 110 cm wysokości. Dymorfizm płciowy przejawia się w różnicach masy ciała przedstawicieli obu płci. Samiec waży między 140 a 275 kg, podczas gdy locha od 100 do 200 kg. To znacznie więcej niż u osiągającego do 150 cm i 115 kg dzikana zaroślowego (aczkolwiek zachodni podgatunek dzikacza leśnego nie różni się od niego wielkością, tylko okazy podgatunku nominatywnego osiągają wspomniane wielkie rozmiary), a znacznie więcej od najmniejszej w rodzinie świneczki karłowatej, dorastającej 66 cm i 9 kg. Jedynie niektóre podgatunki dzika euroazjatyckiego osiągać mogą więcej, do 200 cm i 320 kg. Największy okaz podgatunku iworyjskiego osiągał 205 cm długości, 94 cm wysokości i 150 kg.
Dzikacz leśny skórę ma łupkowoszarą, porosłą włosiem szczeciniastym, z wiekiem rzednącym, u dorosłego zwierzęcia czarnym jak węgiel na i gęstym grzbiecie, szarawym do czerni i rzadszym na brzuchu. Pojedynczy włos mierzy od 15 do 20 cm. Grzbietem pośrodkowo biegnie grzywa barwy nieco jaśniejszej niż otaczające boki, którą ssak może nastroszyć.
Z przodu dzikacz leśny ma masywną głowę. Cechą charakterystyczną świniowatych, po której z łatwością poznają je nawet laicy, jest ryj, zwieńczony szerokim a płaskim dyskiem średnicy sięgającej 17 cm. Niemniej ryje mniej niż inne świniowate. Pysk jest płaski. Liczy sobie pojedynczy siekacz szczęki i 3 połówki żuchwy. Za siekaczem leżą wielkie kły, tworzące ciosy kierujące się na zewnątrz. Po nich rosną przedtrzonowce w liczbie 2 na górze i 1 na dole. Trzonowce liczą po 3. W linii szczęki znajdują się modzelowatości, porosłe wibryssami barwy białej czy żółtej. Policzki są nagie. Przed oczami znajdują się gruczoły znacznych rozmiarów. Uszy są niewielkie, liściokształtne, zwieńczone również kępkami włosów czarnego koloru.
Tułów samicy liczy 4 sutki.
Ciało wieńczy ogon zakończony pękiem włosów, smukły i spłaszczony ku końcowi.
Ciało dzikacza leśnego wspierają mocno zbudowane kończyny na zaokrąglonych kopytkach.

## Systematyka

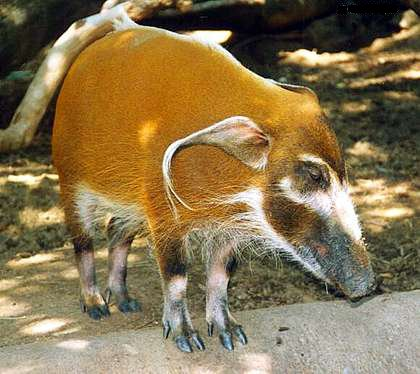
Dzikacz leśny należy do plemienia Potamochoerini, obejmującego jeszcze drugi współczesny rodzaj dzikan, na zdjęciu dzikan rzeczny

Nowy gatunek opisany został przez Oldfielda Thomasa w 1904 roku, od razu pod nazwą Hylochoerus meinertzhageni. Jako miejsce typowe autor podał Kenię, las Nandi w pobliżu Kaimosi, na wysokości 7000 stóp (2134 m) nad poziomem morza. Holotyp to czaszka i fragment skóry młodocianego samca (sygnatura BMNH Mammals 1904.11.5.14) ze zbiorów Muzeum Historii Naturalnej w Londynie; okaz zebrany w 1904 roku przez Richarda Meinertzhagena.
Dzikacz leśny należy do rodziny świniowatych (Suidae), obejmującej 18 współczesnych gatunków. W obrębie tej rodziny podrodzina Suinae (świnie) pojawiła się w epoce miocenu. Podzieliła się ona później na kilka plemion, w tym Suini i Potamochoerini, a także wymarłe Hippomyini czy Phacochoerini. Status Babirusini jest niejednoznaczny, niekiedy wyłącza się je w ogóle ze świniowatych, zaliczając do innej rodziny. Plemię Potamochoerini obejmuje wymarłe rodzaje Kolpochorus i Propotamochoerus oraz współczesne dzikan (Potamochoerus) oraz dzikacz, czyli Hylochoerus. Do tego ostatniego, monotypowego rodzaju należy gatunek dzikacz leśny.
W obrębie gatunku wyróżnia się przynajmniej 3 podgatunki, odróżniane od siebie na podstawie cech czaszki:
- H. m. ivoriensis Bouet & Neuville, 1930,
- H. m. rimator O. Thomas, 1906,
- H. m. meinertzhageni, podgatunek nominatywny[17].

Istnieje ponadto jeszcze rasa etiopska, której status nie został ustalony. W przeszłości wyróżniano nawet 7 podgatunków, które jednak nie utrzymały się.
Podstawowe dane taksonomiczne podgatunków (oprócz nominatywnego) przedstawia poniższa tabelka:
| Podgatunek                             | Oryginalna nazwa                      | Autor i rok opisu      | Miejsce typowe | Holotyp |
| -------------------------------------- | ------------------------------------- | ---------------------- | --- | --- |
| Hylochoerus meinhertzhageni ivoriensis | Hylochoerus meinertzhageni ivoriensis | Bouet & Neuville, 1930 | Lewy brzeg rzeki Cavalla, w Wybrzeżu Kości Słoniowej, bardzo blisko granicy z Liberią; samica pochodzi z „Georgetown”, natomiast samiec z Bolobo, 47 km od ujścia rzeki. | Syntypy: czaszki samicy i samca (sygnatury MNHN-ZM-MO-1930-402, MNHN-ZM-MO-1930-403) ze zbiorów Muzeum Historii Naturalnej w Paryżu.                  |
| Hylochoerus meinertzhageni rimator     | Hylochœrus rimator                    | O. Thomas, 1906        | Rzeka Ja, Kamerun. | Czaszka dorosłej samicy (sygnatura BMNH Mammals 1906.2.21.1) ze zbiorów Muzeum Historii Naturalnej w Londynie; zebrana przez George’a Latimera Batesa |

### Etymologia
- Hylochoerus: gr. ὑλη hulē ‘teren lesisty, las’[25]; χοιρος khoiros ‘świnia’[26].
- meinertzhageni: płk. Richard Meinertzhagen (1878–1967), oficer British Army, myśliwy, ornitolog, pisarz, szpieg, zwolennik syjonizmu i – jak głosiła przedmowa do drugiego wydania „Kenya Diary” – zabójca[27].
- rimator: łac. rimator, rimatoris ‘badacz’, od rimari ‘badać’[28].
- ivoriensis: fr. Côte d’Ivoire (pol. Wybrzeże Kości Słoniowej)[9].

## Rozmieszczenie geograficzne
Rozmieszczenie geograficzne dzikacza leśnego zależy od podgatunku. H. m. ivoriensis nie posiada ciągłego zasięgu, występując wyspowo w Gwinei, Liberii, Wybrzeżu Kości Słoniowej i Ghanie, a być może także w Sierra Leone, Togo i Gwinei Bissau. Natomiast podgatunek nominatywny notowano we wschodniej DRK, Rwandzie, Burundi, Ugandzie, Kenii, Etiopii i na południu byłego Sudanu. Meijaard i inni wskazują brak wiarygodnych potwierdzeń z Tanzanii. Dysponująca nowszymi informacjami IUCN wskazuje prawdopodobne wyginięcie w Burundi i Rwandzie. H. m. rimator z kolei żyje na północy DRK, północy Konga, w Gabonie, Republice Środkowoafrykańskiej, zachodnim i południowo-wschodnim Kamerunie oraz południowo-wschodniej Nigerii. W Gwinei Równikowej wedle Meijaard i innych prawdopodobnie wyginął, co IUCN uznaje za pewnik. Ponadto istnieje jeszcze rasa etiopska, której status nie został ustalony.

## Tryb życia

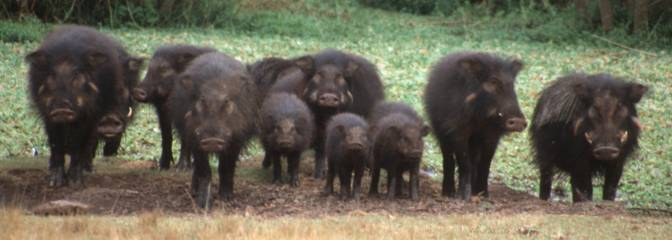
Grupa rodzinna z młodymi

Wedle badań z Wirunga jedną czwartą czasu poświęca dzikacz leśny na żerowanie i przemieszczanie się na sawannie, na obszarach leśnych nieco ponad jedną piątą poświęca na żerowanie, przemieszczanie się i taplanie w błocie. Ponad połowę doby wypoczywa w ukryciu. Odpoczynek przypada zwłaszcza na najgorętsze godziny afrykańskiego dnia, ale też i na noc. Zwierzę wraca na miejsce spoczynku przed zmierzchem. Aktywność zaś zwiększa się rankiem i późnym popołudniem.
Dzikacz leśny, jak i inne świniowate, lubi taplać się w błocie, czemu poświęca na dobę minimum godzinę.
Żyje w grupach. W grupie takiej jest od jednego do czterech dorosłych samców, monogamicznych bądź poligamicznych, oraz od jednej do dziewięciu dorosłych samic. Towarzyszy im potomstwo z do trzech ostatnich miotów. W sumie daje to od 10 do 14 zwierząt, ale obserwowano i większe zgromadzenia. Bezpieczeństwa grup bronią duże samce, które nie wahają się gwałtownie zaatakować drapieżnika. Wszystkie samice bronią młodych. Samce mogą konkurować ze sobą. Wtedy zaciekle ze sobą walczą, uderzając się głowami, a pojedynek taki może trwać pół godziny. Większość otrzymanych w pojedynkach ran goi się, nierzadko jednak dochodzi do zejść śmiertelnych. Osobniki danej grupy porozumiewają się głosem, a dzikacz leśny nie należy do cichych zwierząt. Odróżniono przynajmniej 10 różnych jego odgłosów.
Grupa taka zajmuje teren od 3 do 10 km², którego jednak nie ma w zwyczaju bronić. Obszar ten ma istotną część wspólną z areałami okolicznych grup. Dziennie dzikacze leśne przemierzają średnio od 8 do 12 km. Zazwyczaj korzystają ze stałych ścieżek. Ssak stosuje wspólne latryny na uczęszczanych przez siebie ścieżkach, gdzie widnieją stosy stolca.
Poza grupami rodzinnymi obserwuje się także samotne samce i grupy kawalerów.
Świniowate rozmnażają się szybko. Dzikacz leśny nie stanowi wyjątku. Osobniki obu płci mogą przystąpić do przedłużania gatunku w wieku półtora roku. Badania na terenie Parku Narodowego Wirunga wskazały występowanie dwóch sezonów rozrodczych. Po kopulacji samica zachodzi w ciążę trwającą około 151 dni. Poród następuje najczęściej na początku pory deszczowej. Samica oddala się od swego samca, by w samotności wydać młode na świat. Skrywa się wtedy w gąszczu roślin bądź sporządza gniazdo z traw i gałęzi. Miot liczy od dwóch do sześciu noworodków ze średnią 2,4. Po tygodniu odosobnienia maciora dołącza wraz z prosiętami do grupy. Prosięta długo przed odstawieniem od piersi rozpoczynają konsumpcję traw. Lubią też świeże odchody słonia. Matka karmi je mlekiem przez 8–10 tygodni, mogą one w tym czasie ssać również inne samice. W razie zagrożenia inne samice z danej grupy także bronią ich bezpieczeństwa. Niestety jednak śmiertelność prosiąt jest duża, wynosząc około 50%. Wielkość dorosłego osobnika osiągają w wieku 18 miesięcy.
Długość życia wynosi na wolności 5 lat ze średnią 3,5, osobniki hodowane w niewoli dożywają 18 lat.

## Ekologia

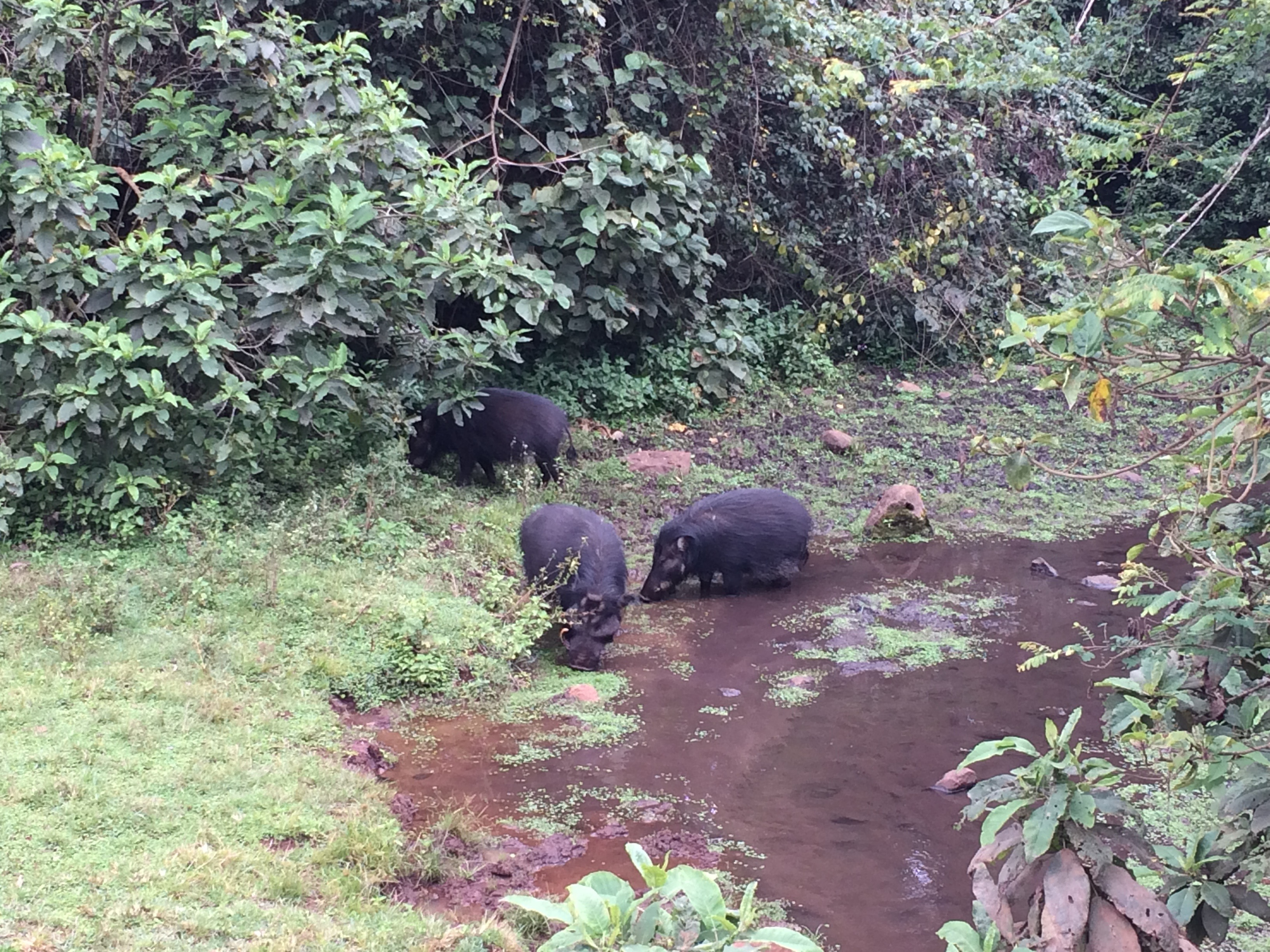
Dzikacz leśny preferuje tereny na granicy lasu

Dzikacz leśny zamieszkuje lasy. Zależy od nich w większym stopniu niż większość świniowatych Afryki, w podobnym stopniu do dzikana rzecznego. Zasiedla natomiast różne typy lasów, z jednej strony lasy górskie, z drugiej nizinne, w tym także bambusowe, porosłe na bagnach, nad brzegami rzek, ale też tereny przejściowe pomiędzy lasem a terenem trawiastym. Dobrze radzi sobie w takich miejscowych środowiskach. W gęstym lesie zasiedla zwłaszcza tereny górzyste, okolice przecinek, kępy drzew. W Parku Narodowym Kibale preferuje kępy Acanthus pubescens, Mimulopsis i pieprzu. Lubi różnorodną roślinność, preferuje gęsty podszyt. Korzysta ze stałych zbiorników wodnych. Dobrze się przystosowuje do miejscowych warunków. Może przetrwać na upalnych afrykańskich nizinach, z drugiej strony na zimnych wyżynach, gdzie temperatura spada w nocy do 0 °C. Wymaga jednak znacznej wilgotności, nie wytrzyma też na terenach długo wystawionych na działanie słońca, choć zapuszcza się na sawannę.
Świniowate mają opinię wszystkożerców. Dotyczy to także dzikacza leśnego. Istotnie dostosowuje się on do różnorodnych źródeł pokarmu, wykazując znaczną zmienność diety zależnie od dostępności pokarmu, pory roku, choć przeważają trawy i liście. Z niskiej roślinności spożywa trawy, turzyce, zioła. W Kibale rośliny zielne stanowiły 94% jego posiłków, przy czym dzikacz zjadał rośliny 34 gatunków, wybierając obficie występujące Mimulopsis solmsii, Ipomea i Piper umbrellatea. Jednakże ryje swym ryjem płycej niż inne świniowate, i to jedynie w miękkiej glebie czy błocie. Badania z Parku Narodowego Królowej Elżbiety wskazują ponad 100 gatunków jadanych przez dzikacza roślin, inne badania wskazują na różne gatunki traw pożerane w różnych porach roku, w sumie głównych gatunków było 5. Konsumowane są także nasiona, łodygi, liście. Z bezkręgowców dzikacze leśne pożerają krocionogi, kleszcze, larwy. Nie gardzą też jajami i mięsem. Zjadają padlinę. Połykają też grudki ziemi i włosy, korzystają z soli mineralnych lizawek solnych na brzegach rzek, kopcach termitów, brzegach dróg, jaskiniach. Odchody nie należą do częstego pokarmu dzikacza leśnego, aczkolwiek prosięta chętnie konsumują świeże słoniowe łajno.
Na dzikacza leśnego poluje człowiek rozumny, lampart plamisty, lew afrykański, krokuta cętkowana, prosiętom zagrażają także orły i węże.
Na większości swego zasięgu dzikacz leśny występuje rzadko, tylko lokalnie w obfitości. Badania z DRK wskazały zagęszczenie od 0,4 dzikacza na km² w Parku Narodowym Garamba do 2,6 w centrum Parku Narodowego Wirunga. W Kibale jest to 1,02 zwierzęcia na km². Jeszcze wyższe wyniki, bo ponad 10, odnotowano w Parku Narodowym Królowej Elżbiety, aczkolwiek było to jeszcze przed istotnym, trzydziestoprocentowym spadkiem liczebności wobec polowań. Nowsze doniesienia wskazują, że populacja tego parku znajduje się o krok od zagłady. Niemniej na odpowiednich terenach dzikacz leśny osiąga zagęszczenie od 7 do 30 zwierząt na km².

## Zagrożenia i ochrona
Dzikacz leśny to gatunek najmniejszej troski. Międzynarodowa Unia Ochrony Przyrody (IUCN) po raz pierwszy wypowiedziała się o dzikaczu leśnym w 1996 roku, kolejny raz w 2008 roku. Za każdym razie ocena statusu była podobna. IUCN uzasadnia taki wybór szerokim zasięgiem występowania zwierzęcia, jego lokalną obfitością oraz wysokim potencjałem rozrodczym, dzielonym z wieloma innymi świniowatymi. IUCN odnotowuje co prawda spadek liczebności gatunku, jednak nie osiąga on tempa uzasadniającego klasyfikację jako gatunek bliski zagrożenia. Wspomina także o trwających polowaniach, głównie dla mięsa, ale także dla trofeów, oraz o rozczłonkowanych populacjach dwóch z trzech wyróżnianych podgatunków. Ponadto plenią się choroby i pasożyty. Podgatunkowi iworyjskiemu zagraża niszczenie jego siedlisk przez wylesianie, informacje są jednak niewystarczające. Podgatunek nominatywny mógł wyginąć w Rwandzie (ostatnie doniesienia z lat 80. XX wieku) i Burundi, natomiast w Ugandzie zajmuje tylko ograniczone stanowiska. Fragmentacja populacji wydaje się też problemem w Sudanie Południowym, Etiopii i Kenii. IUCN wymienia lokalne wyginięcia.
Mięso dzikacza leśnego uznaje się za niesmaczne, co nie przeszkadza w zabijaniu go dla pożywienia. Poluje się na niego również dla trofeów. Stosuje się wnyki. Mięso upolowanego dzikacza traktuje się dymem, a następnie trafia ono na lokalny targ, często bez podania pochodzenia. Stanowi on jednak częsty produkt jedynie lokalnie. Polowania komercyjne odbywają się w Etiopii i Republice Środkowoafrykańskiej.
Zamieszkuje liczne tereny chronione.